# 法明頓 (伊利諾伊州)
法明頓（英語：Farmington）是一個位於美國伊利諾伊州富爾頓縣的城市。

## 地理
法明頓的座標為40°41′56″N 90°00′13″W / 40.69889°N 90.00361°W，而該地的平均海拔高度為221米（即752英尺）。

## 人口
根據2010年美國人口普查的數據，法明頓的面積為3.74平方千米，均為陸地。當地共有人口2448人，而人口密度為每平方千米654.55人。